# Władysław Klamm
Władysław Klamm (ur. 1874, zm. 5/6 sierpnia 1920) – polski ksiądz katolicki, działacz niepodległościowy.
Ukończył seminarium duchowne w Wilnie. Święcenia kapłańskie przyjął w 1901 roku. Pełnił obowiązki administratora parafii w Różance w dekanacie Lida (1907-1908). Został katechetą w Słonimiu i kapelanem Zgromadzenia Sióstr Niepokalanek w klasztorze ss. Bernardynek. Do 1920, administrował parafię Krzemienica w dekanacie Wołkowysk, prowadził jednocześnie działalność niepodległościową i pomagał w wychowywaniu Adama Kuleszewicza, syna miejscowego ziemianina (prawdopodobnie zamordowanego przez Rosjan). W latach 1918–1919 wraz z Ignacym Kalenkiewiczem i przyszłym senatorem Kazimierzem Bispingiem zaangażowany był w działania oddziału partyzanckiego.
Podczas wojny polsko-bolszewickiej w czasie ofensywy Armii Czerwonej na Polskę schwytano Adama Kuleszewicza, któremu udało się uciec. W następstwie tego został aresztowany Władysław Klamm wraz z matką i siostrą Adama Kuleszewicza. Ks. Władysław nie skorzystał z możliwości ucieczki, którą zorganizował jego wychowanek. Został rozstrzelany przez wojsko bolszewickie w nocy z 5 na 6 sierpnia.

## Działalność duszpasterska i konflikt z władzami kościelnymi
Jesienią 1902 roku, podczas zgromadzenia litewskiej szlachty w Wilnie z okazji wystawy przemysłowo-rolniczej, Władysław Klamm wygłosił publicznie, jak donosiła prasa: „słowa gorzkiej prawdy”, zwracając uwagę na liczne potrzeby: brak ochronek, powszechną nędzę i nierówności społeczne, zestawiając je z wystawnymi rautami towarzyszącymi wystawie. Mowę Klamma uznano za zbyt krytyczną wobec ziemian i gospodarzy, co spowodowało interwencję administratora diecezji i przeniesienie Klamma z akademickiego kościoła św. Jana do parafii wiejskiej.

## Działalność konspiracyjna
Podczas wojny polsko-bolszewickiej ks. Klamm zaangażował się w działalność tajnej organizacji podziemnej na Wileńszczyźnie. Pełnił funkcję jednego z przywódców tej grupy, współpracując m.in. z Kazimierzem Bispingiem, co podkreślają badania historyczki dr A. Kuleszewicz-Toborek oraz M. Barańskiego.

## Upamiętnienie
W marcu 1930 dziennik wileński Słowo donosił o inicjatywie wzniesienia na Wileńskiej Kalwarii w dzielnicy Werki „krzyży męczenników” – monumentu ku czci 24 duchownych zamordowanych przez bolszewików, wśród których wymieniano również ks. Władysława Klamma. Już 22 czerwca 1930 odbyło się uroczyste poświęcenie tych krzyży, o czym informował Kurier Poznański, podając pełną listę uhonorowanych.